# Liste der Straßen in Hamburg-Gut Moor

Lage von Gut Moor in Hamburg und im Bezirk Harburg (hellrot)

Die Liste der Straßen in Hamburg-Gut Moor ist eine Übersicht der im Hamburger Stadtteil Gut Moor vorhandenen Straßen. Sie ist Teil der Liste der Verkehrsflächen in Hamburg.

## Überblick
In Gut Moor (Ortsteilnummer 704) leben 139 Einwohner (Stand: 31. Dezember 2023) auf 2,0 km². Damit ist der Stadtteil der fünftkleinste bezogen auf die Einwohnerzahl. Gut Moor liegt im Postleitzahlenbereich 21079.
In Gut Moor gibt es nur sieben benannte Verkehrsflächen, wovon lediglich zwei komplett im Stadtteil liegen. Die meisten Namen haben beschreibenden Charakter bezüglich ihrer Lage an Dämmen und Deichen bzw. ihrer Richtung. Die A 1 durchquert den Stadtteil.

## Übersicht der Straßen
Die nachfolgende Tabelle gibt eine Übersicht über alle benannten Verkehrsflächen im Stadtteil sowie einige dazugehörige Informationen. Im Einzelnen sind dies:
- Name/Lage: aktuelle Bezeichnung der Straße oder des Sperrwerks. Über den Link (Lage) kann die Straße auf verschiedenen Kartendiensten angezeigt werden. Die Geoposition gibt dabei ungefähr die Mitte an. Bei längeren Straßen, die durch zwei oder mehr Stadtteile führen, kann es daher sein, dass die Koordinate in einem anderen Stadtteil liegt.
- Straßenschlüssel: amtlicher Straßenschlüssel, bestehend aus einem Buchstaben (Anfangsbuchstabe der Straße oder des Platzes) und einer dreistelligen Nummer.
- Länge/Maße in Metern:
Hinweis: Die in der Übersicht enthaltenen Längenangaben sind nach mathematischen Regeln auf- oder abgerundete Übersichtswerte, die im Digitalen Atlas Nord[1] mit dem dortigen Maßstab ermittelt wurden. Sie dienen eher Vergleichszwecken und werden, sofern amtliche Werte bekannt sind, ausgetauscht und gesondert gekennzeichnet.
Der Zusatz (im Stadtteil) gibt an, wie lang die Straße innerhalb des Stadtteils ist, sofern sie durch mehrere Stadtteile verläuft.
- Namensherkunft: Ursprung oder Bezug des Namens.
- Datum der Benennung: Jahr der offiziellen Benennung oder der Ersterwähnung eines Namens, bei Unsicherheiten auch die Angabe eines Zeitraums.
- Anmerkungen: Weitere Informationen bezüglich anliegender Institutionen, der Geschichte der Straße, historischer Bezeichnungen, Baudenkmale usw.
- Bild: Foto der Straße oder eines anliegenden Objektes.

| Name/Lage                  | Straßen- schlüssel | Länge/Maße (in Metern) | Namensherkunft                                                               | Datum der Benennung | Anmerkungen                                                                                 | Bild                                                                  |
| -------------------------- | ------------------ | ---------------------- | ---------------------------------------------------------------------------- | ------------------- | ------------------------------------------------------------------------------------------- | --------------------------------------------------------------------- |
| Alter Damm (Lage)          | A620               | 0240                   | Fortsetzung des Straßennamens der aus der Gemeinde Seevetal kommenden Straße | 1982                | auf der Grenze zu Seevetal                                                                  | Alter Damm, Blick in Richtung Großmoordamm                            |
| Brammerhäger Damm (Lage)   | B547               | 0380 (im Stadtteil)    | Ortschaft Brammerhagen in Neuland                                            | 1950                | Nordseite in Hamburg-Neuland; im Abschnitt Gut Moor direkt parallel zur A 1, Fußweg         | Brammerhäger Damm, Blick Richtung Norden, rechts oben verläuft die A1 |
| Fünfhausener Straße (Lage) | F270               | 0440 (im Stadtteil)    | Ortschaft Fünfhausen in Hamburg-Neuland                                      | 1942                | Nordteil und Ostseite des Südteils in Hamburg-Neuland, teilweise auf der Grenze zu Seevetal | Fünfhausener Straße, Blick Richtung Großmoordamm                      |
| Großmoordamm (Lage)        | G286               | 1980 (im Stadtteil)    | Ortschaft Groß Moor in der benachbarten Gemeinde Seevetal                    | 1950                | Westteil in Harburg und Hamburg-Neuland; unterquert die A 1                                 | Großmoordamm, Blick in Richtung Osten                                 |
| Hörstener Straße (Lage)    | H512               | 1150 (im Stadtteil)    | Ortschaft Hörsten in der benachbarten Gemeinde Seevetal                      | 1889                | Westteil in Harburg, Südseite des Ostteils in Rönneburg                                     | Hörstener Straße, zu Gut Moor gehörender Teil                         |
| Kanzlershofer Weg (Lage)   | K555               | 0940 (im Stadtteil)    | Domäne Kanzlershof in Rönneburg, im 17. Jahrhundert im Besitz der Welfen     | 1974                | Südwestteil in Rönneburg, Mittelteil auf der Grenze zur Gemeinde Seevetal                   | Kanzlershofer Weg, Blick in Richtung Großmoordamm                     |
| Seevedeich (Lage)          | A620               | 0750                   | am Seevekanal entlang                                                        | 1932                |                                                                                             | Seevedeich, Blick Richtung Kanzlershof, links fließt der Seevekanal   |